# バンクカード
バンクカード（Bank card）は、株式会社バンクカードサービスに業務を委託している銀行が発行するクレジットカードの総称である。
銀行が発行するクレジットカードであり、キャッシュカードの機能も搭載し、デビットカード（J-Debit）として利用することもできる。

## 概要
1983年に社団法人全国地方銀行協会の会員である銀行（地方銀行）の共同事業として発行が開始されたが、2008年に共同事業でなくなっている。2010年9月1日現在で11行が取り扱っている（「#取り扱っている銀行」を参照）。
バンクカードに関する業務を受託しているバンクカードサービスは、地方銀行の共同事業でなくなって以降、2005年にビザ・ジャパン協会及びオムニカード協会（後者の実際の発行は横浜銀行のみ。2020年現在はVJAに統合）に加入し、バンクカードサービスに業務を委託している銀行はVJA（旧オムニカードを含む）グループの一部となっている。
これに伴い、ショッピングカード保険・ETCカード、webサービス「BC楽ナビ」等の独自のサービスや加盟店開拓業務等の独自事業を順次終息させ、VJA（旧オムニカードを含む）グループによる同等サービスに移行させたため「国内カードブランド」ではなくなった。同時に「BC」ロゴもカード表面では使われなくなり、それまで統一されていたカードの名称・券面のデザイン・カードの種類設定も業務を受託している各銀行に独自に任されているため、「フォーシーカード」（四国銀行）や「マルチナカード」（筑邦銀行）のようにバンクカードの名称を使用していない例もある。
このため、地方銀行共同出資・参加による国内カードブランド時代に統一的なラインナップで発行されていたものを狭義のバンクカードとする場合が多い。

### 国際ブランド
国際ブランドは、VISAである。但し、「横浜バンクカード」（横浜銀行）はこれに加えてMasterCard（オムニカード協会→VJA扱い）も取り扱っている（ゴールド、ヤングゴールド20s及びSuicaを除く）。
国内ブランド時代は、Mastercard（当時は正会員）・VISA（当時はスペシャルライセンシー。その後加盟店取扱も行う）の他、JCB（ブランド開放扱い）も扱っていた。また銀行によっては国際ブランド非提携のハウスカード（バンクカード加盟店のみ利用可能）やJRカードも扱っていた。また、一般カードの他に一部の銀行では旅行傷害・ショッピング補償保険付カード「バリオ」「クレール」を取り扱っていた（旅行傷害保険はバリオの方が高額）。

## サービス
サービスは、VJAグループに共通するサービスに準ずるサービスが提供されている。キャンペーンは、VJAが主催するもののほか、発行する銀行の独自のものを受けられる。
また、発行する銀行のポイントサービス（バンクカードのポイントサービスとは異なる）のポイントが貯まったり、手数料の割引が受けられたりする等の優遇がある場合もある。

## 取り扱っている銀行
2018年11月1日現在で次の銀行がバンクカードを取り扱っている（括弧内は本店の所在地）。
- 青森銀行 （青森県青森市）
- 北都銀行（秋田県秋田市）
- 荘内銀行 （山形県鶴岡市）
- 筑波銀行 （茨城県土浦市）
- きらぼし銀行 （東京都港区） - 2020年1月現在新規の申し込みは受け付けていない（ジェーシービーのフランチャイズとしてJCBブランドのみ募集）
- 横浜銀行 （神奈川県横浜市西区）
- 山梨中央銀行 （山梨県甲府市）
- 但馬銀行 （兵庫県豊岡市）
- 伊予銀行 （愛媛県松山市）
- 四国銀行 （高知県高知市）
- 筑邦銀行 （福岡県久留米市）
- 沖縄銀行 （沖縄県那覇市）

## 備考
地方銀行の内、秋田銀行、北都銀行、東邦銀行、群馬銀行、北國銀行、山陰合同銀行、中国銀行、福岡銀行及び佐賀銀行は、VJAおよびオムニカード協会に加入し、クレジットカードを発行しているが、これらが発行しているものはバンクカードから離脱後、VJAおよびオムニカードに直接加盟している。
また、一部の地方銀行・第二地方銀行（阪神銀行など）ではキャッシュカード単体のものを「バンクカード」と呼んでいたところもある。

## 脚註
1. ↑  “バンクカードサービスの連結子会社化と今後のカード戦略の展開について” (PDF).   株式会社横浜銀行. 2010年10月16日閲覧。
2. ↑  バンクカードサービスの企業ロゴとしては引き続き使われている。また、裏面に表記している銀行もある。
3. ↑  “お取引銀行ごとのバンクカードの詳細は、こちらの画面から”. 2018年11月6日閲覧。